# Friedrich Brandstetter
Friedrich Brandstetter (10. října 1832 Vídeň – 20. března 1900) byl rakouský politik německé národnosti ze Štýrska, v 2. polovině 19. století poslanec Říšské rady. Rezignoval po finanční aféře.

## Biografie
Působil v rakouské armádě jako kadet u 6. dělostřeleckého batalionu. Z vojska odešel roku 1860. Jako málo zámožný důstojník se potom oženil s bohatou vdovou, hraběnkou Rosou Orsičovou. Vlastnil statek v Rothweinu u Mariboru. V roce 1872 koupil rudné doly.
Byl aktivní i politicky. Zasedal jako poslanec Štýrského zemského sněmu, který ho v roce 1870 zvolil i za poslance Říšské rady (celostátního parlamentu Předlitavska), tehdy ještě volené nepřímo zemskými sněmy. Opětovně ho zemský sněm delegoval do parlamentu roku 1871, za kurii venkovských obcí ve Štýrsku. Uspěl také v prvních přímých volbách roku 1873 za městskou kurii ve Štýrsku, obvod Maribor, Slovenska Bistrica, Slovenj Gradec, Ptuj, Ormož atd. Rezignaci oznámil dopisem 27. listopadu 1875. V roce 1873 se uvádí jako Friedrich Brandstetter, statkář, bytem Rothwein u Mariboru. V roce 1873 zastupoval v parlamentu provládní blok Ústavní strany (centralisticky a provídeňsky orientované), v jehož rámci patřil k mladoliberální skupině.
V roce 1875 byl aktérem kauzy, kvůli které se vzdal poslaneckého mandátu. Šlo o rozsáhlé podezření z falšování směnek, poškození věřitelů. Pokusil se pak neúspěšně o sebevraždu. V prosinci 1875 byl na svém statku zatčen a převezen do budovy krajského soudu v Celji. Šlo o velmi sledovanou a pro Ústavní stranu nepříjemnou aféru. V novinových článcích figuroval i Brandstetterův přítel a poslanecký kolega Konrad Seidl, na jehož jméno Brandstetter směnky vypisoval. V roce 1879 mu císař prominul zbytek trestu.